# Louhans
Louhans es una comuna francesa del departamento de Saona y Loira, en la región de Borgoña-Franco Condado.

## Demografía
| 6 059 | 6 241 | 6 744 | 6 483 | 6 140 | 6 237 | 6 422 | 6 451 | 6 405 |
| Para los censos de 1962 a 1999 la población legal corresponde a la población sin duplicidades (Fuente: INSEE [Consultar]) |       |       |       |       |       |       |       |       |